# Neil Swainson
Neil Swainson (* 15. November 1955 in Victoria, British Columbia) ist ein kanadischer Bassist des Modern Jazz.

## Leben und Wirken
Swainson arbeitete nach dem Studium zwei Jahre lang bei Paul Horn und als Studiomusiker. Von 1978 bis 1982 war er Mitglied des Quintetts von Moe Koffman; dann war er bei James Moody, bei George Coleman und bei Zoot Sims engagiert; mit Woody Shaw ging er auf Europatournee. Außerdem gründete er eine eigene Gruppe und nahm 1987 sein einziges Album unter eigenem Namen mit Shaw und mit Joe Henderson für Concord Records auf, 49th Parallel, das 2020 wiederveröffentlicht wurde. Ab 1987 wirkte er im Duo mit George Shearing, das nach 1990 auch um Grady Tate, Bill Mays oder den Gitarristen Louis Stewart erweitert wurde. Swainson gehörte in den 1990er Jahren außerdem dem All-Star-Quintett „Free Trade“ an, das 1994 für sein gleichnamiges Album international ausgezeichnet wurde. Daneben tritt er mit Rob McConnell im Trio (etwa mit Ed Bickert) auf. Er wirkte auch an Einspielungen der genannten Musiker mit, spielte aber auch Alben mit Walter Norris, Mel Tormé, Nat Adderley, Trudy Desmond, Kevin Dean, JMOG oder Jay McShann ein. Er war Mitglied des Quartetts von Kirk MacDonald und Lorne Lofsky.

## Lexigraphische Einträge
- Martin Kunzler: Jazz-Lexikon. Band 2: M–Z (= rororo-Sachbuch. Bd. 16513). 2. Auflage. Rowohlt, Reinbek bei Hamburg 2004, ISBN 3-499-16513-9.